# Jizuan yuanhai
 Jizuan yuanhai  (chinesisch 記纂淵海 / 记纂渊海, Pinyin Jìzuǎn yuānhǎi – „Der weite Ozean gesammelter Notizen“) ist ein Leishu (Enzyklopädie), das von Pan Zimu 潘自牧 in der Zeit der Südlichen Song-Dynastie zusammengestellt wurde. Die Ausgabe im Siku quanshu 四庫全書 hat einen Umfang von 100 juan, andere Ausgaben mehr. Hu Weixin 胡维新 und Chen Wensui 陈文燧 haben ergänzenden Kommentar (buzhu 补注) dazu  geliefert, von Wang Jiabin 王嘉宾 wurde es gedruckt.